# Empresa Metropolitana de Transportes Urbanos de São Paulo
A Empresa Metropolitana de Transportes Urbanos de São Paulo (EMTU/SP) foi uma empresa controlada pelo Governo do estado de São Paulo. Gerenciou o transporte intermunicipal por ônibus na Grande São Paulo, nas regiões metropolitanas de São Paulo, Baixada Santista, Campinas, Sorocaba e no Vale do Paraíba e Litoral Norte, através dos corredores metropolitanos São Mateus–Jabaquara, Diadema–Morumbi, Guarulhos–São Paulo e Itapevi–Butantã, além do VLT da Baixada Santista. Em 2009 transportou cerca de 634 milhões de passageiros.

## História
A ideia de criação de Empresas Metropolitanas de Transportes Urbanos foi uma iniciativa federal, que ocorreu na década de 1970. A proposta era que cada região metropolitana existente no país tivesse uma empresa que cuidasse de todo o planejamento e gerenciamento dos transportes públicos. Da proposta surgiu a EMTU paulista e a do Recife.
A EMTU de São Paulo foi criada no dia 13 de dezembro de 1977, a partir da lei nº 1.492 e foi incorporada a Empresa Paulista de Planejamento Metropolitano (Emplasa) em 1980. Sete anos depois a EMTU foi recriada com uma nova legislação e juntamente com o decreto nº 24.675 de 30 de janeiro de 1986, recebeu a atribuição de gerenciar e fiscalizar o Sistema de Transporte Intermunicipal de passageiros por ônibus nas regiões metropolitanas, até então de responsabilidade do Departamento de Estradas de Rodagem do estado de São Paulo.
Em 1988 foi criado e operado pela EMTU, o Corredor Metropolitano São Mateus - Jabaquara, que possui 33 km de extensão e nove terminais, ligando o leste ao sul de São Paulo, passando pelos municípios de Diadema, São Bernardo do Campo, Santo André e Mauá. Foi repassado à iniciativa privada depois uma concessão, algo inédito na época.
Atualmente é subordinada à Secretaria dos Transportes Metropolitanos do Estado de São Paulo e gerencia o transporte intermunicipal por ônibus nas regiões metropolitanas de São Paulo, Baixada Santista, Campinas, Sorocaba e no Vale do Paraíba e Litoral Norte. Atende 128 municípios das cinco regiões metropolitanas, somando 25 milhões de habitantes, gerenciando uma frota aproximada de 5.000 ônibus (a terceira maior do país, atrás apenas da frota municipal da capital paulista e da capital fluminense), com mais de 70 empresas operadoras e mais de 1000 linhas; transportando 2 milhões de usuários por dia em média. Além de gerenciar o transporte público por ônibus em linhas regulares, a EMTU também tem por atribuição fiscalizar todo e qualquer transporte intermunicipal privado entre municípios das regiões metropolitanas, como ônibus e vans fretados e transporte escolar.

### Extinção
Em 24 de fevereiro de 2025, Tarcísio de Freitas, governador do estado de São Paulo, assinou um decreto que determinava a extinção da EMTU, de modo que a fiscalização, o controle e a regulação do transporte metropolitano ficassem sob a responsabilidade da Agência Reguladora de Serviços Públicos Delegados de Transporte do Estado de São Paulo (Artesp), o que estava previsto desde a gestão de João Doria, em 2020. Em 20 de março de 2025, a agência passou a ser responsável por tudo isso.

## Sistemas de transporte

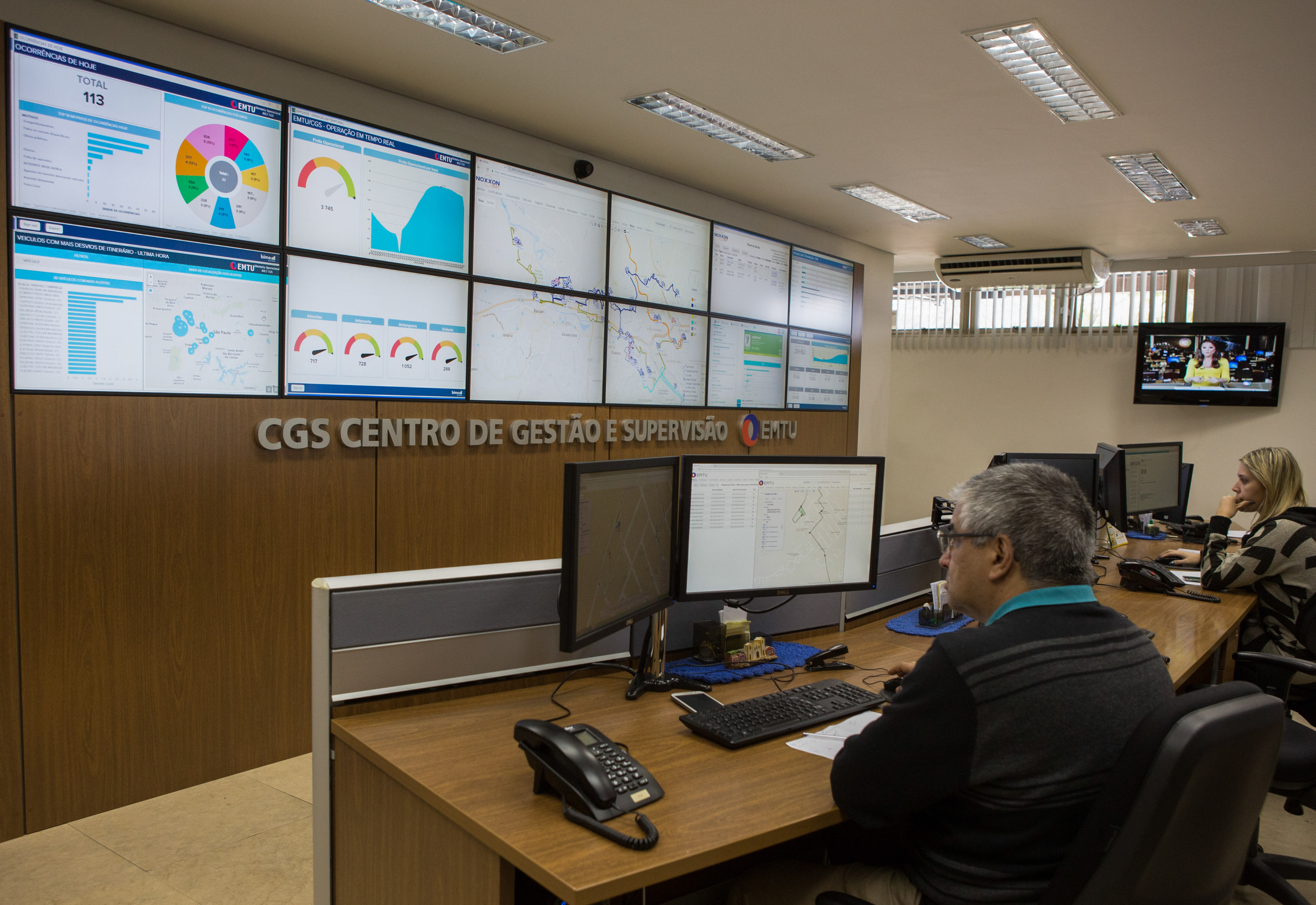
Centro de Operações da EMTU

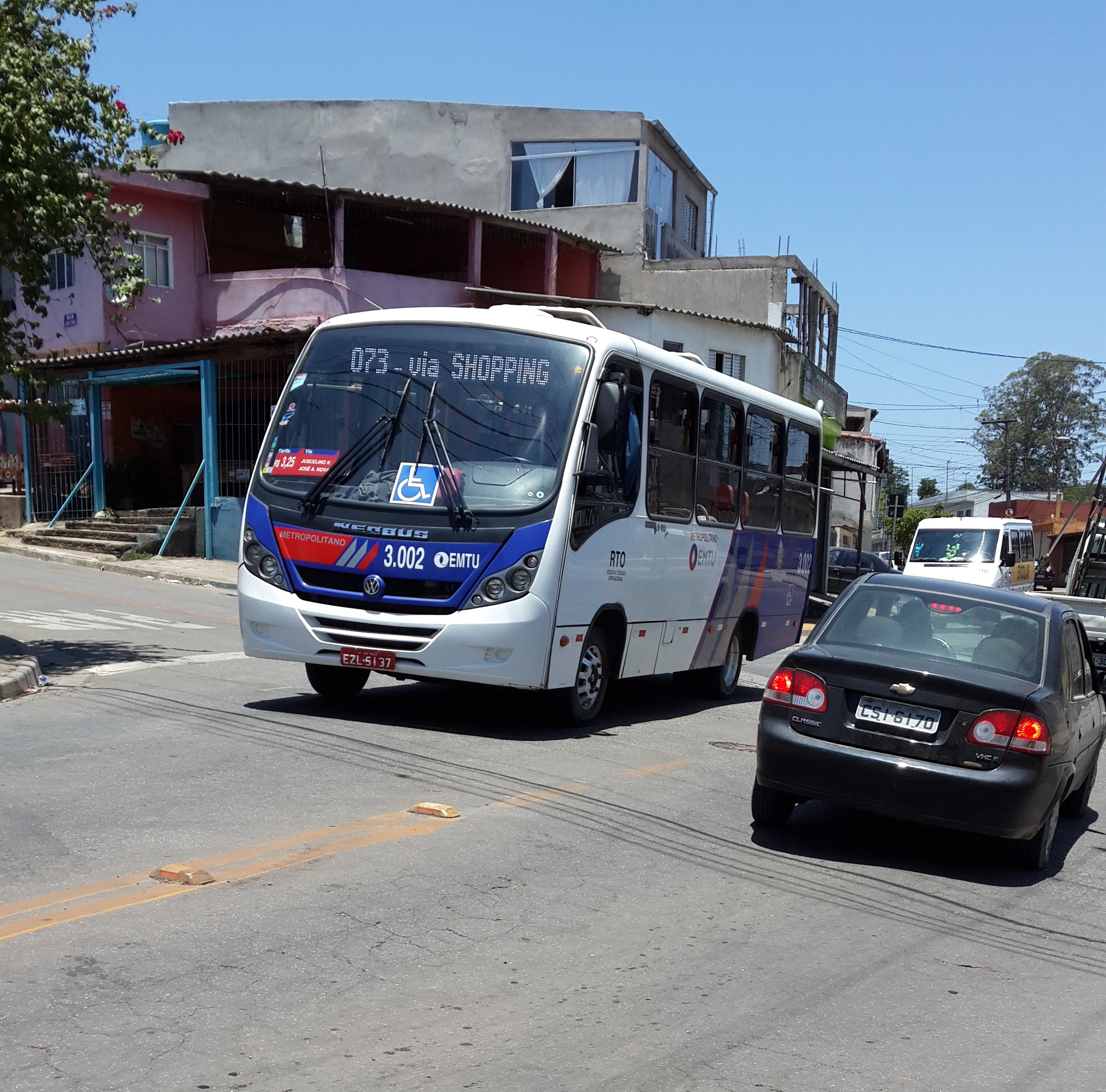
Micro-ônibus da RTO's em Guarulhos - SP.

A EMTU/SP gerencia sistemas de transporte nas 5 regiões metropolitanas. Eles estão divididos em Serviço Regular, que é composto por linhas operadas por empresas privadas, por modalidade 'concessão' ou 'permissão', ligando pelo menos dois municípios que fazem parte da mesma região metropolitana. No caso específico da Baixada Santista, Região de Campinas, Vale do Paraíba e Litoral Norte algumas linhas do Serviço Regular ligam até 6 municípios da mesma região, mas praticando o seccionamento por trecho percorrido em alguns casos vários ônibus utilizam 2 catracas. São utilizados ônibus urbanos comuns nas cores azul, branco e cinza, sendo permitido o transporte de pessoas sentadas e em pé. O Serviço Seletivo, é semelhante ao regular, porém são utilizados micro-ônibus e ônibus rodoviários nas cores cinza, branco e cinza, os percursos são entre menores e maiores e só é permitido o transporte de pessoas sentadas também praticando o seccionamento por trecho percorrido.
Há ainda o Sistema Fretamento, onde a cobrança para execução dos serviços de transporte é periódica, as RTOs (Reserva Técnica Operacional), que são vans ou micro-ônibus que operam linhas regulares em conjunto com as empresas de ônibus, o Corredor Metropolitano São Mateus – Jabaquara, que é um corredor de ônibus segregado das vias comuns e os serviços especiais Airport Bus Service e Ponte Orca Zoo.

### Código das linhas de ônibus
| Código | Descrição                |
| ------ | ------------------------ |
| TRO    | Tronco (Linha Principal) |
| EX     | Linha Expressa           |
| VP     | Viagem Parcial           |
| DV     | Derivação                |
| BI     | Bifurcação               |
| PR     | Prolongamento            |

### Municípios atendidos
A EMTU atende um total de 128 (19,84% do total do Estado) municípios, conforme relação abaixo. Por região, esta é a distribuição:
- Região Metropolitana de São Paulo - 39 municípios
- Região Metropolitana do Vale do Paraíba e Litoral Norte - 38 municípios (exceto Ilhabela)
- Região Metropolitana da Baixada Santista - 9 municípios
- Região Metropolitana de Campinas - 20 municípios
- Região Metropolitana de Sorocaba - 27 municípios

| Região metropolitana   | Região metropolitana    | Região metropolitana | Região metropolitana | Região metropolitana |
| RMSP                   | RMC                     | RMBS                 | RMS                  | RMVPLN               |
| ---------------------- | ----------------------- | -------------------- | -------------------- | -------------------- |
| Arujá                  | Americana               | Bertioga             | Alambari             | Aparecida            |
| Barueri                | Artur Nogueira          | Cubatão              | Alumínio             | Arapeí               |
| Biritiba Mirim         | Campinas                | Guarujá              | Araçariguama         | Areias               |
| Caieiras               | Cosmópolis              | Itanhaém             | Araçoiaba da Serra   | Bananal              |
| Cajamar                | Engenheiro Coelho       | Mongaguá             | Boituva              | Caçapava             |
| Carapicuíba            | Holambra                | Peruíbe              | Capela do Alto       | Cachoeira Paulista   |
| Cotia                  | Hortolândia             | Praia Grande         | Cerquilho            | Campos do Jordão     |
| Diadema                | Indaiatuba              | Santos               | Cesário Lange        | Canas                |
| Embu das Artes         | Itatiba                 | São Vicente          | Ibiúna               | Caraguatatuba        |
| Embu-Guaçu             | Jaguariúna              |                      | Iperó                | Cruzeiro             |
| Ferraz de Vasconcelos  | Monte Mor               | Itu                  | Cunha                |                      |
| Francisco Morato       | Nova Odessa             | Jumirim              | Guaratinguetá        |                      |
| Franco da Rocha        | Paulínia                | Mairinque            | Igaratá              |                      |
| Guararema              | Pedreira                | Piedade              | Jacareí              |                      |
| Guarulhos              | Santa Bárbara d'Oeste   | Pilar do Sul         | Jambeiro             |                      |
| Itapecerica da Serra   | Santo Antônio de Posse  | Porto Feliz          | Lagoinha             |                      |
| Itapevi                | Valinhos                | Salto                | Lavrinhas            |                      |
| Itaquaquecetuba        | Vinhedo                 | Salto de Pirapora    | Lorena               |                      |
| Jandira                |                         | São Miguel Arcanjo   | Monteiro Lobato      |                      |
| Juquitiba              | São Roque               | Natividade da Serra  |                      |                      |
| Mairiporã              | Sarapuí                 | Paraibuna            |                      |                      |
| Mauá                   | Sorocaba                | Pindamonhangaba      |                      |                      |
| Mogi das Cruzes        | Tapiraí                 | Piquete              |                      |                      |
| Osasco                 | Tatuí                   | Potim                |                      |                      |
| Pirapora do Bom Jesus  | Tietê                   | Queluz               |                      |                      |
| Poá                    | Votorantim              | Redenção da Serra    |                      |                      |
| Ribeirão Pires         |                         | Roseira              |                      |                      |
| Rio Grande da Serra    | Santa Branca            |                      |                      |                      |
| Salesópolis            | Santo Antônio do Pinhal |                      |                      |                      |
| Santa Isabel           | São Bento do Sapucaí    |                      |                      |                      |
| Santana de Parnaíba    | São José do Barreiro    |                      |                      |                      |
| Santo André            | São José dos Campos     |                      |                      |                      |
| São Bernardo do Campo  | São Luiz do Paraitinga  |                      |                      |                      |
| São Caetano do Sul     | São Sebastião           |                      |                      |                      |
| São Lourenço da Serra  | Silveiras               |                      |                      |                      |
| São Paulo              | Taubaté                 |                      |                      |                      |
| Suzano                 | Tremembé                |                      |                      |                      |
| Taboão da Serra        | Ubatuba                 |                      |                      |                      |
| Vargem Grande Paulista |                         |                      |                      |                      |

## Projetos

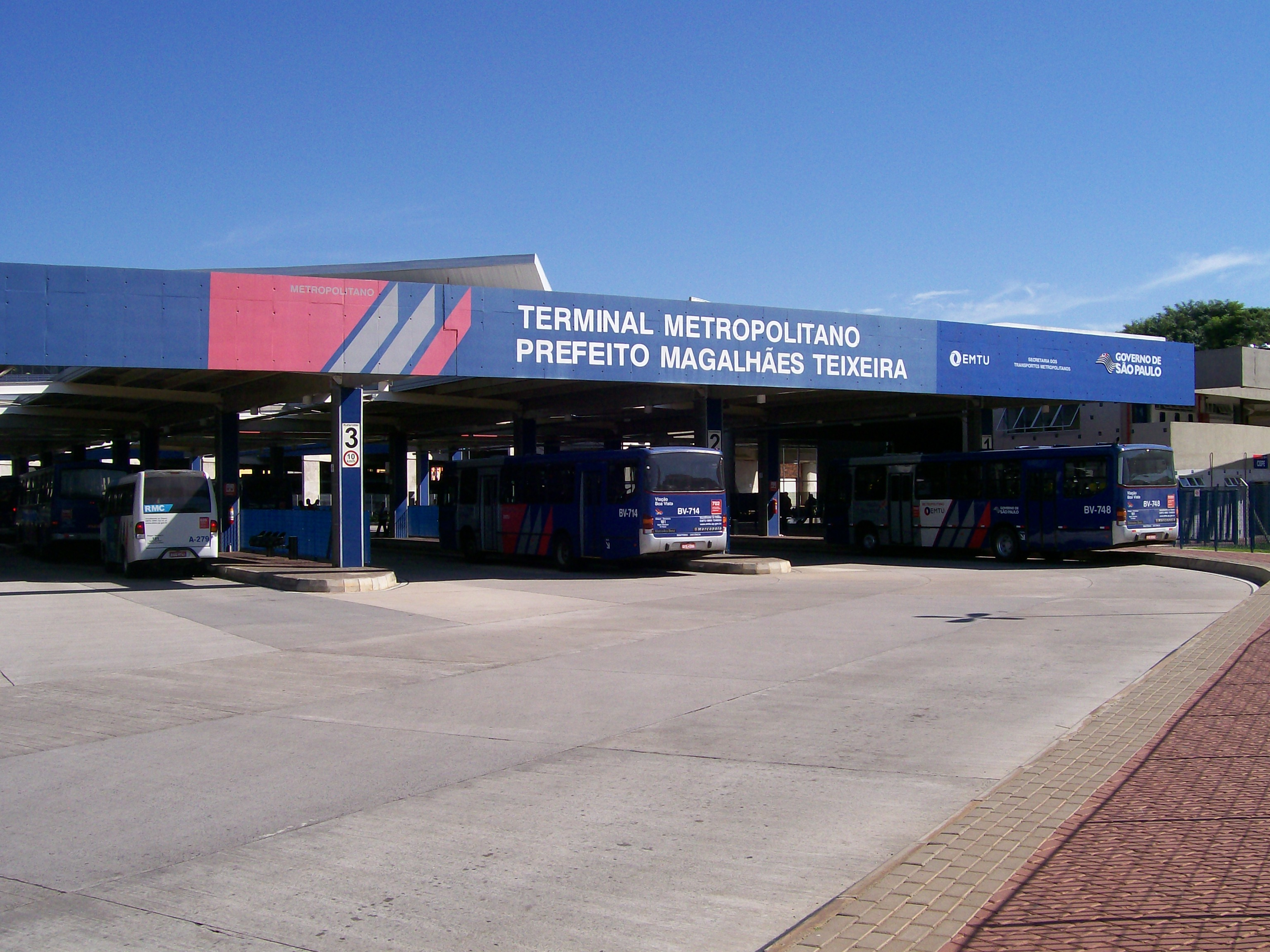
Terminal Metropolitano Prefeito Magalhães Teixeira, em foto de 2010

A EMTU desenvolve atualmente vários projetos que estão sendo aplicados na RMSP, RMBS e RMC, como a automação da cobrança de tarifa (implantação do Cartão BOM), acompanhamento e fiscalização dos ônibus via GPS. O Corredor Noroeste, que começa no Terminal Metropolitano Prefeito Magalhães Teixeira e ligará os municípios de Campinas, Hortolândia, Sumaré, Nova Odessa e Americana, além de possuir integração operacional com Monte Mor e Santa Bárbara d´Oeste. Será semelhante ao Corredor Metropolitano São Mateus - Jabaquara.
- Pro-Polos

Programa que foi desenvolvido para oferecer mais acessibilidade e conforto aos usuários que utilizam os ônibus metropolitanos. Foram feitos estudos que determinaram os núcleos urbanos onde há concentração de atividades econômicas, sociais, de serviços públicos e movimentação de usuários do transporte metropolitano em 64 municípios das 3 regiões metropolitanas. Na primeira etapa foi definido que os primeiros municípios a serem beneficiados são: Arujá, Caieiras, Cajamar, Santa Isabel, Poá e Suzano na RMSP e Santa Bárbara d´Oeste na RMC.
- VLT da Baixada Santista

A EMTU, juntamente com a Secretaria dos Transportes Metropolitanos do Estado de São Paulo, criou o projeto do Sistema Integrado Metropolitano / Veículo Leve sobre Trilhos (VLT) na Região Metropolitana da Baixada Santista. O novo sistema utiliza a faixa do antigo TIM (Trem Intra-Metropolitano), entre São Vicente e Santos, e terá um trecho com VLT e outro com ônibus em faixa exclusiva.
- BRT Litoral Sul

A EMTU e a Secretaria dos Transportes Metropolitanos do Estado de São Paulo, criou o projeto do BRT Litoral Sul que vai ligar a Vila Caiçara em Praia Grande a estação de transferência do VLT em São Vicente em um corredor exclusivo de 18 km que será utilizado por ônibus articulados e biarticulados do tipo BRT com integração gratuita no VLT e nos ônibus intermunicipais.
- Transporte Expresso Urbano Corredor Guarulhos - Tucuruvi

É um corredor expresso de ônibus, cujo traçado foi desenvolvido juntamente com a Associação Nacional de Transportes Públicos – ANTP, para atender o município de Guarulhos que, mesmo sendo a segunda maior do estado, não conta com um sistema de transporte de média ou alta capacidade. Terá um ramal para a região do Aeroporto de Cumbica, percorrendo a Avenida Jacu Pêssego até o bairro de São Mateus. No Terminal Metropolitano de São Mateus fará a interligação com o Corredor Metropolitano São Mateus - Jabaquara.

## Operação por consórcios na Região Metropolitana de São Paulo
Em 11 de fevereiro de 1998 o então governador de São Paulo Mário Covas, deu início, com o decreto Nº 42.858, a licitação para o transporte intermunicipal na Região Metropolitana de São Paulo. A operação era feita por empresas permissionárias ou autorizadas, que participavam de licitações para operar cada linha nova. Isso prejudicava a criação de novas linhas, devido a burocracia e fazia com que determinadas empresas explorassem linhas mais rentáveis, com mais passageiros e com tarifa mais alta. Outro fato que prejudicava os passageiros, na modalidade "permissão" em que as empresas operavam, era a má qualidade na prestação dos serviços, já que era muito difícil obrigar as empresas a manter um padrão de qualidade, investindo na frota, fazendo manutenções periódicas e modernizando o sistema, como a utilização de ônibus adaptados para deficientes físicos e bilhetagem eletrônica.

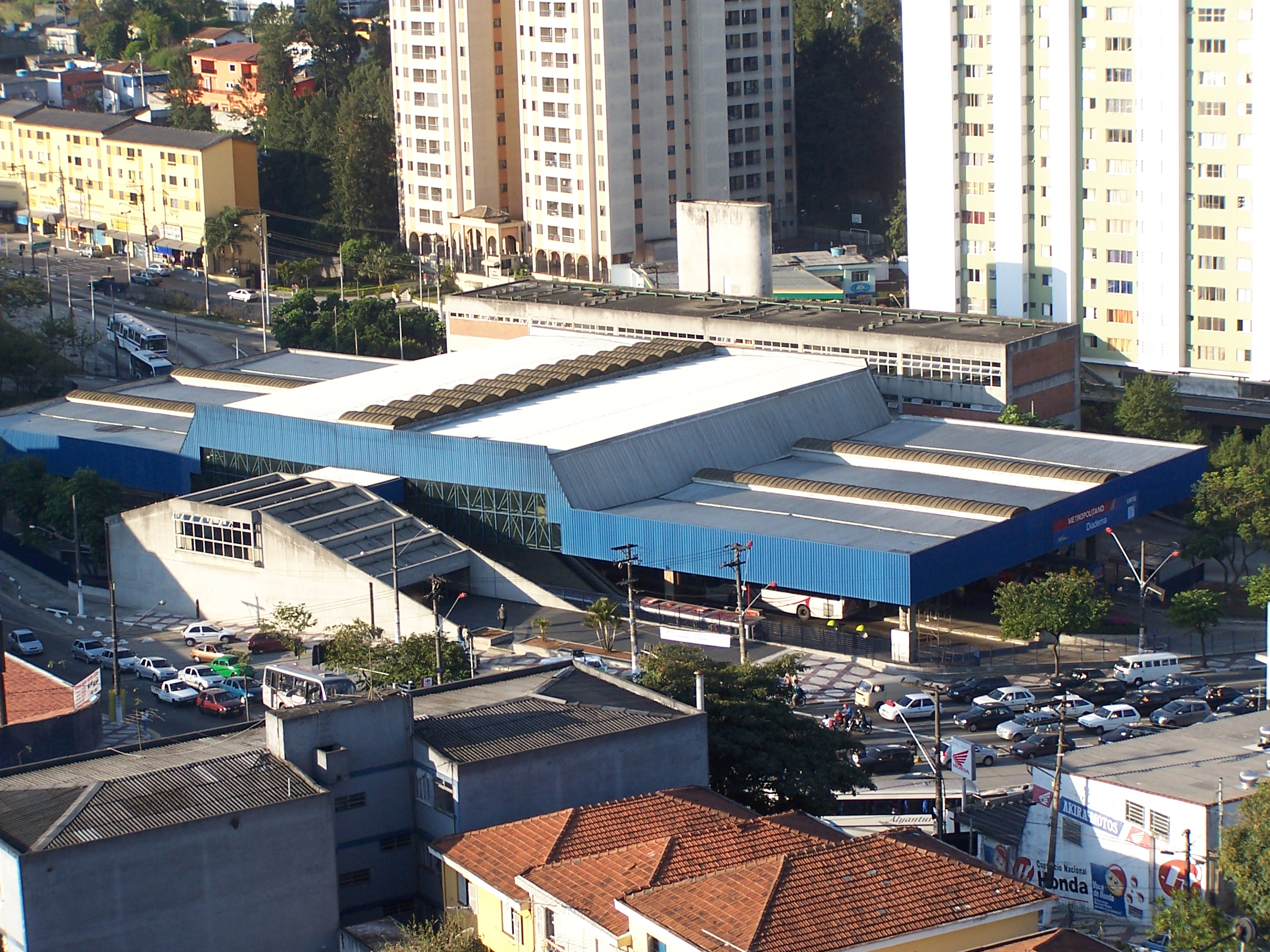
Terminal Metropolitano de Diadema.

Somente em 2006 a licitação foi concluída em parte os consórcios começaram. Agora os consórcios atuam com uma única empresa, têm que operar linhas rentáveis e não-rentáveis mantendo, teoricamente a mesma qualidade no serviço. A Grande São Paulo foi divida em áreas, estando a capital incluída em todas:
- Área 1: Cotia, Embu, Embu-Guaçu, Itapecerica da Serra, Juquitiba, São Lourenço da Serra, Taboão da Serra e Vargem Grande Paulista.
- Área 2: Barueri, Cajamar, Caieiras, Carapicuíba, Francisco Morato, Franco da Rocha, Itapevi, Jandira, Osasco, Pirapora do Bom Jesus e Santana de Parnaíba.
- Área 3: Arujá, Guarulhos, Mairiporã e Santa Isabel.
- Área 4: Biritibamirim, Ferraz de Vasconcelos, Guararema, Itaquaquecetuba, Mogi das Cruzes, Poá, Salesópolis e Suzano.
- Área 5 Diadema, Mauá, Ribeirão Pires, Rio Grande da Serra, Santo André, São Bernardo do Campo e São Caetano do Sul.

Na Área 5 a licitação ficou suspensa por decisão judicial e foi retomada em 2008, com previsão de conclusão até 2009. Ainda hoje há exemplos de empresas que operam linhas de forma precária, desrespeitando a lei e os usuários, com ônibus obsoletos, atrasos rotineiros e sem acessibilidade alguma, excluindo do transporte público pessoas com mobilidade reduzida.

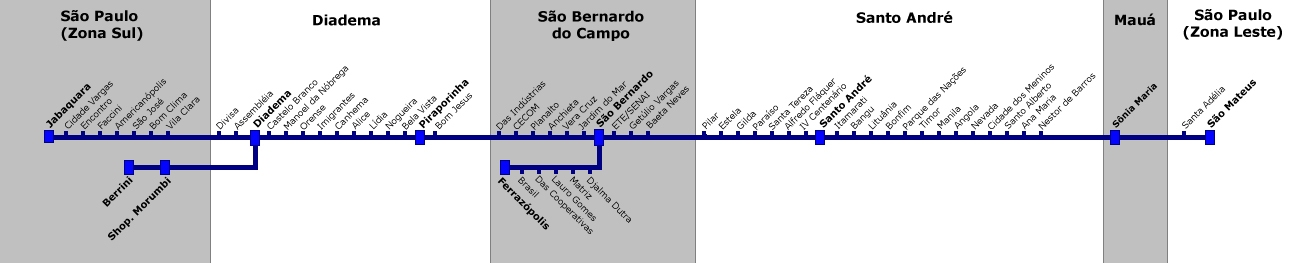
Imagem do Corredor ABD - Atual percurso feito pelas linhas da Metra